# Bugatti Type 43
Pour les articles homonymes, voir Bugatti (homonymie) et 43.
La Bugatti Type 43 est une voiture de sport du constructeur automobile Bugatti, produite à 160 exemplaires de 1927 à 1932.

## Historique
Ce modèle de voiture de sport routière (une des plus performantes de son temps) de 2 ou 4 places, succède aux Bugatti Type 38 à moteur 8 cylindres en ligne ACT 1,9 L 24 soupapes de Bugatti Type 35A de Grand Prix automobile, pour adopter une version 2,2 L de 100 ch bridé de Bugatti Type 35B, pour 160 Km/h heure de vitesse de pointe,,,. Les Bugatti Type 35 dominent alors la compétition automobile internationale. 

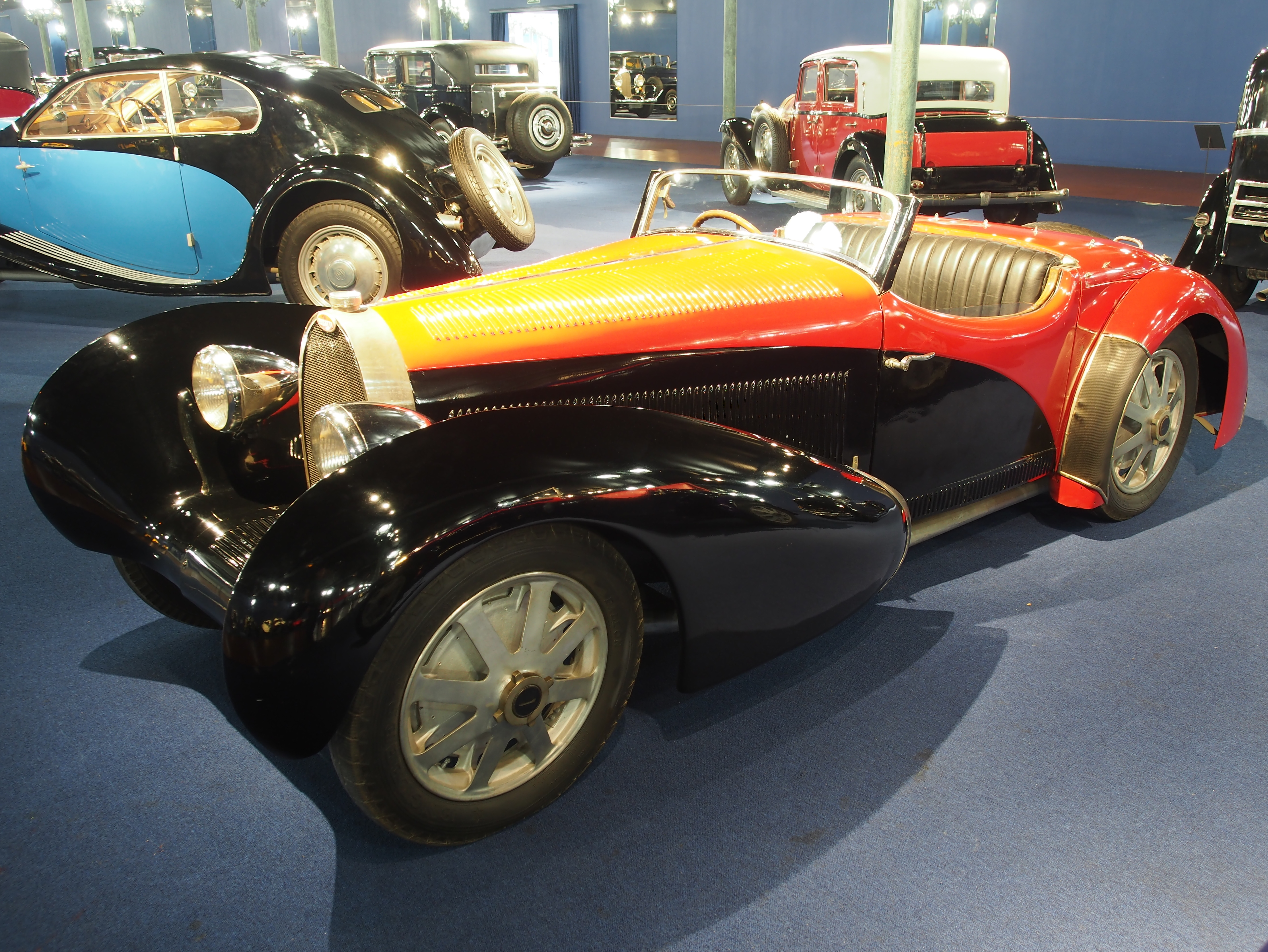
Type 43A roadster
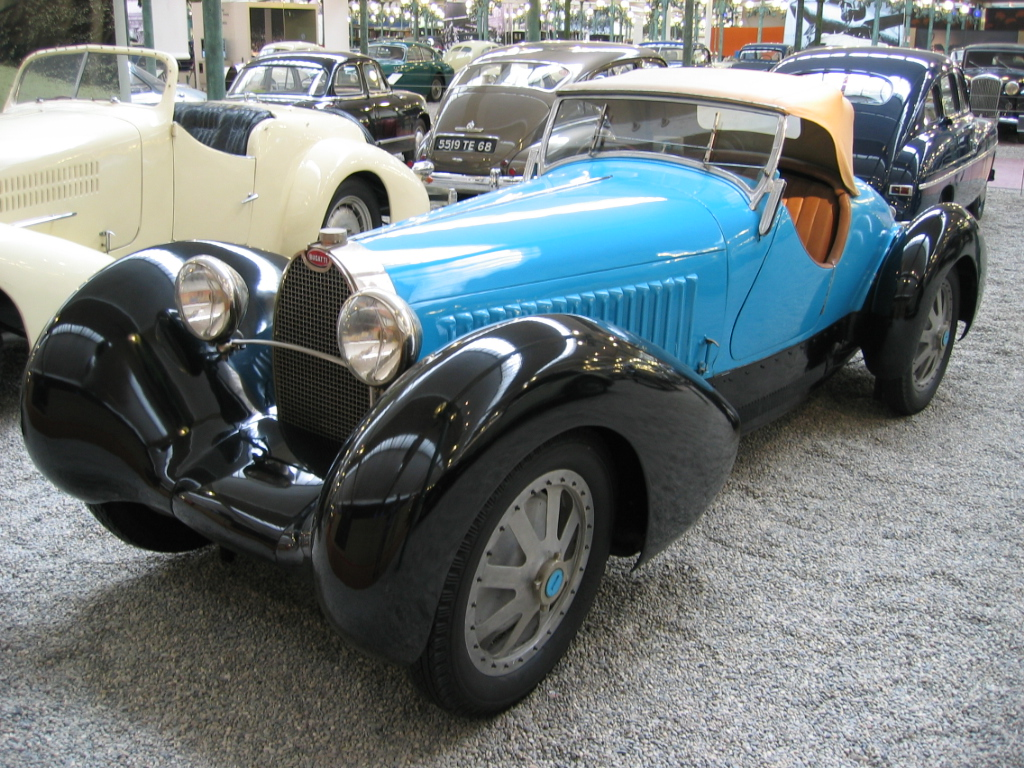
Type 43 Torpedo Grand Sport du roi Léopold III de Belgique
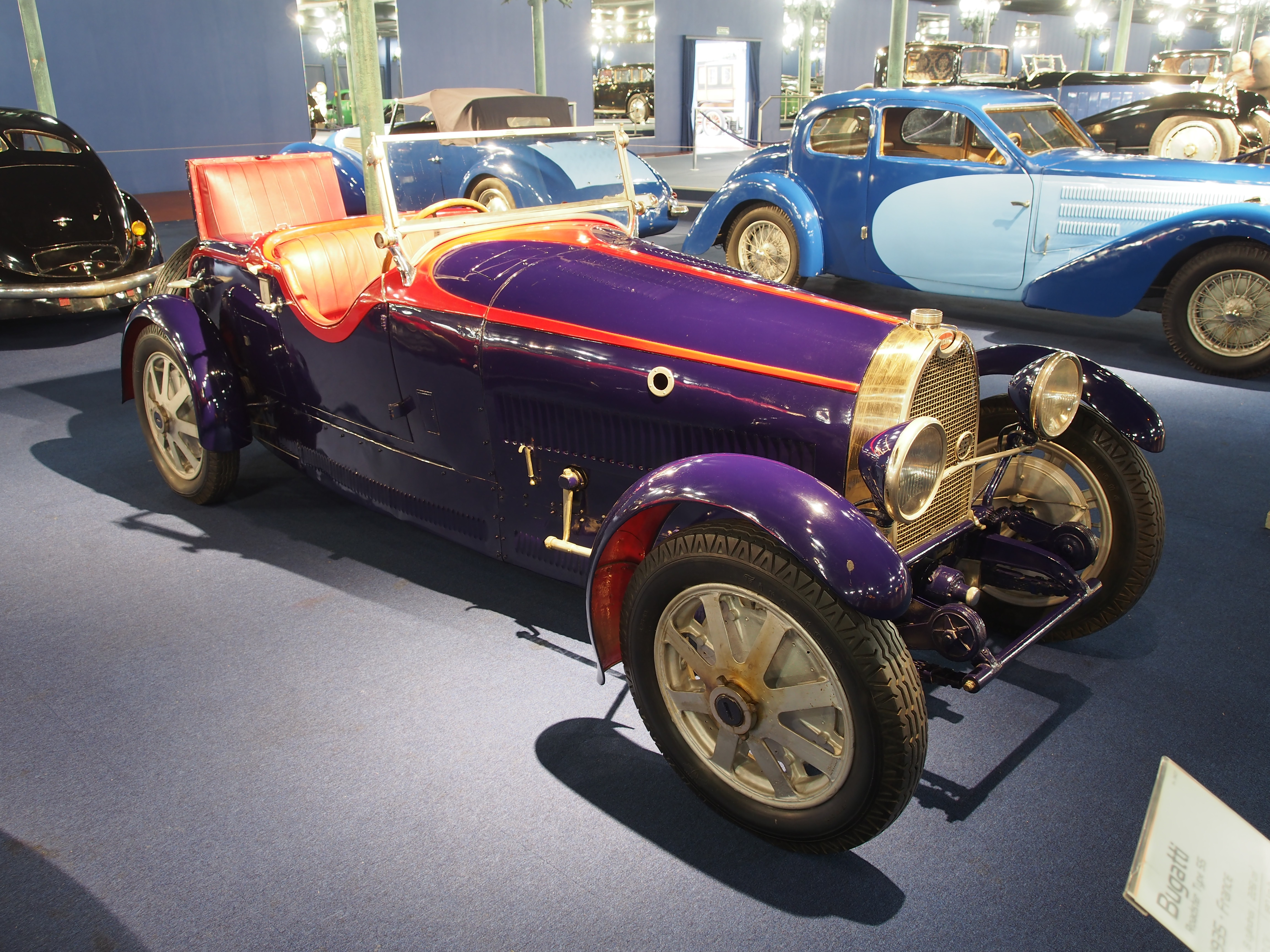
Type 43A roadster

La version Bugatti Type 43A de 1931 est équipée du compresseur Roots des Bugatti Type 35B pour une puissance de 120 ch,.

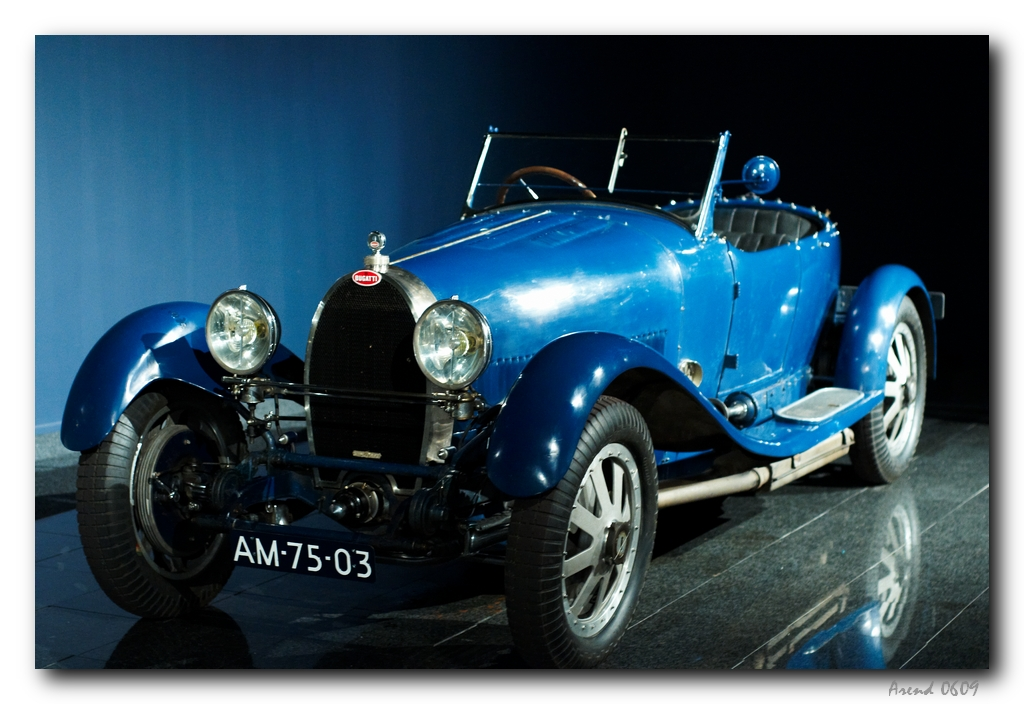
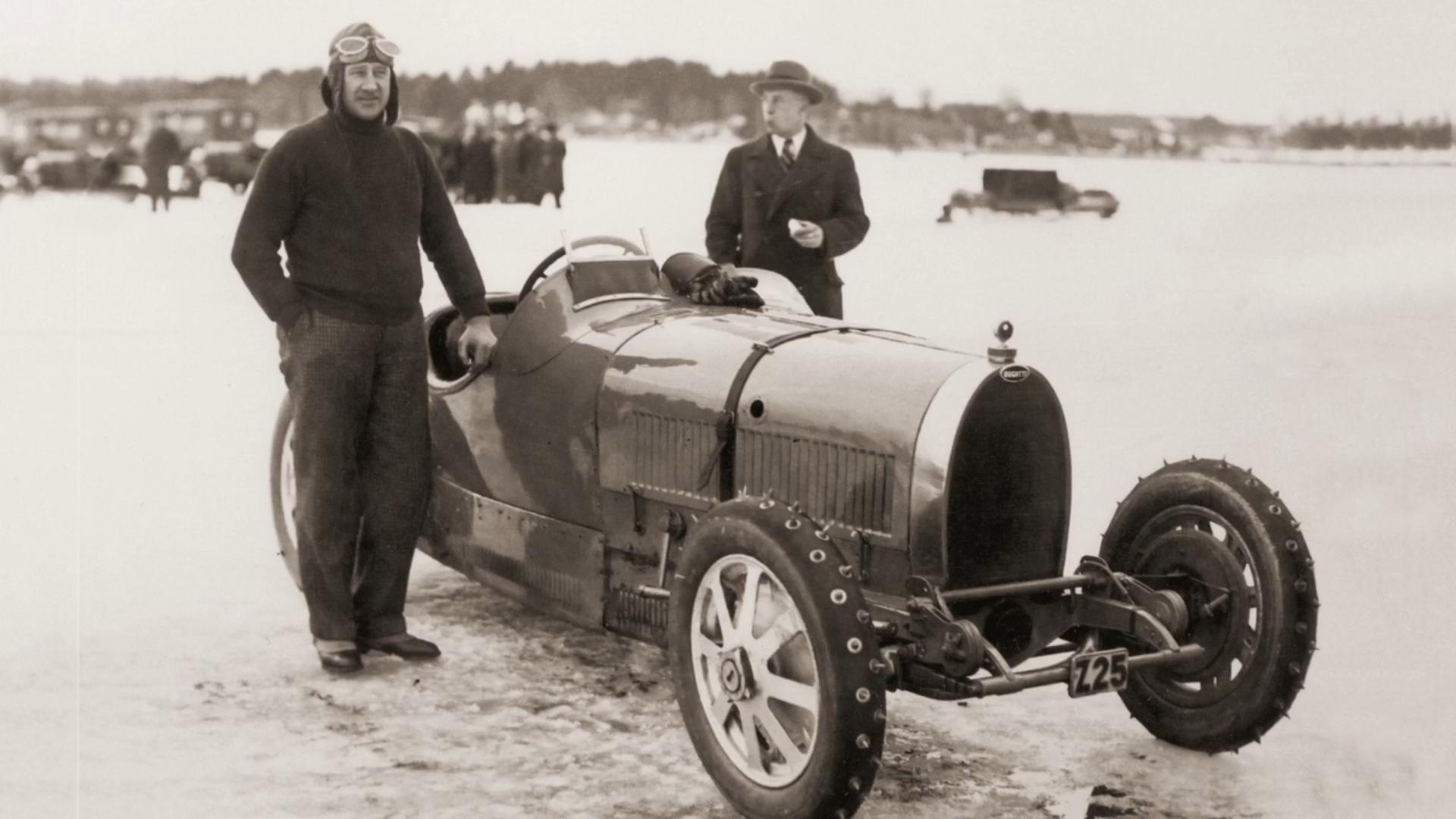
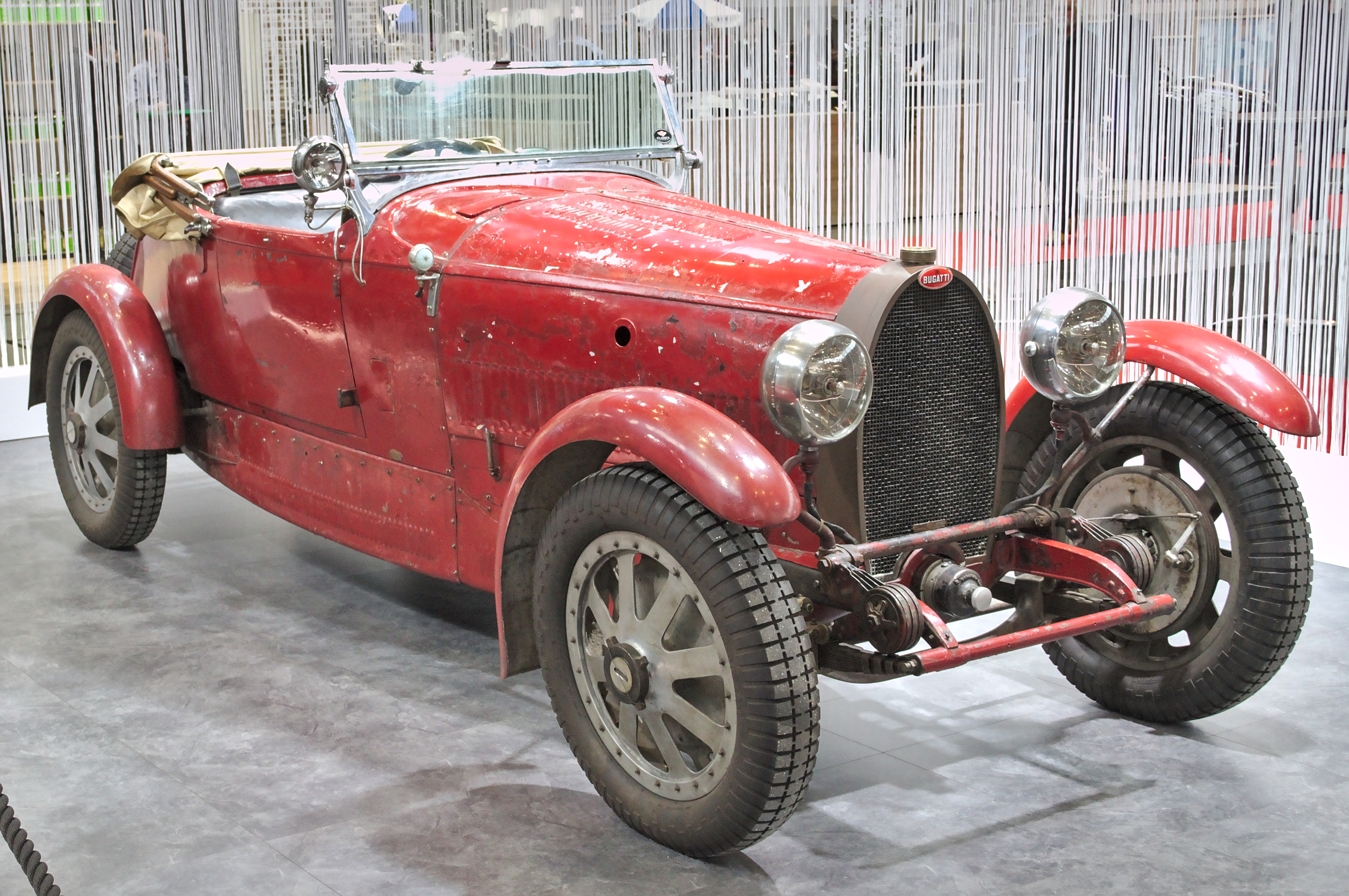

Elle est commercialisée par Bugatti avec des Bugatti Type 35 Grand Prix de 140 ch, Bugatti Type 40 4 cylindres, Bugatti Type 44 2,9 L, Bugatti Type 46 (petite royale) de 5,3 L de 160 ch, et Bugatti Type 41 (Bugatti Royale limousine sport) de 12,7 L de 300 ch.
Les Bugatti Type 49 et 55 lui succède en 1930 et 1932.